# Takifugu pseudommus
 Takifugu pseudommus es una especie de peces de la familia Tetraodontidae en el orden de los Tetraodontiformes.

## Morfología
Los machos pueden llegar alcanzar los 35 cm de longitud total.
- Número de  vértebras: 21-22.[1][2]

## Hábitat
Es un pezde mar y, de clima templado.

## Distribución geográfica
Se encuentran en Asia: el Mar Amarillo y el norte del  Mar de la China Oriental.

## Observaciones
- Sus ovarios, hígado, piel e intestinos son tóxicos.
- No se puede comer ya que es  venenoso para los humanos.